# F-Liiga
Die F-liiga ist die höchste Spielklasse im Unihockey Finnlands der Herren.
Bei der Gründung 1986 hieß die Liga Salibandyn SM-sarja, 1994 erfolgte die Umbenennung in Salibandyliiga. Erster Meister wurde Manse United aus Tampere.
Am 20. Mai 2020 verkündete der finnische Verband Suomen Salibandyliitto (SSBL), dass die Liga neu F-Liiga heißen wird. Ziel dabei ist es die Liga international bekannter und erfolgreicher werden zu lassen.
Es spielen 12 Mannschaften in der Hauptrunde, um die acht Plätze für die Play-offs, bei der dann letztendlich der Meister ermittelt wird. Der Tabellenvor- und letzte am Ende der Saison müssen in die Relegation und steigen gegebenenfalls in die Divari ab.

## Mannschaften 2023/24
- TPS (Meister) aus Turku
- Nokian KrP (Hauptrundenerster)
- Oilers aus Espoo
- Happee aus Jyväskylä
- Classic aus Tampere
- SPV aus Seinäjoki
- Indians aus Espoo
- LASB aus Lahti
- OLS aus Oulu
- Jymy aus Seinäjoki
- EräViikingit aus Helsinki
- FBC Turku

## Meister
| Jahr | Meister                                | Vizemeister                            | Gewinner der regulären Saison |
| ---- | -------------------------------------- | -------------------------------------- | ----------------------------- |
| 2024 | Esport Oilers                          | SC Classic                             | Esport Oilers                 |
| 2023 | Turku PS                               | Nokian KrP                             | Nokian KrP                    |
| 2022 | SC Classic                             | Nokian KrP                             | SC Classic                    |
| 2021 | SC Classic                             | Esport Oilers                          | SC Classic                    |
| 2020 | Kein Meister wegen der Corona-Pandemie | Kein Meister wegen der Corona-Pandemie | SC Classic                    |
| 2019 | SC Classic                             | Turku PS                               | SC Classic                    |
| 2018 | SC Classic                             | Happee Jyväskylä                       | SC Classic                    |
| 2017 | SC Classic                             | Tapanilan Erä                          | SC Classic                    |
| 2016 | SC Classic                             | Esport Oilers                          | SC Classic                    |
| 2015 | Seinäjoen PV                           | Happee Jyväskylä                       | Happee Jyväskylä              |
| 2014 | Happee Jyväskylä                       | SC Classic                             | SC Classic                    |
| 2013 | Seinäjoen PV                           | SS Viikingit                           | Happee Jyväskylä              |
| 2012 | Seinäjoen PV                           | SS Viikingit                           | Seinäjoen PV                  |
| 2011 | SS Viikingit                           | Seinäjoen PV                           | SC Classic                    |
| 2010 | SS Viikingit                           | Tapanilan Erä                          | Tapanilan Erä                 |
| 2009 | SS Viikingit                           | Tapanilan Erä                          | SS Viikingit                  |
| 2008 | SS Viikingit                           | SC Classic                             | SS Viikingit                  |
| 2007 | SS Viikingit                           | SC Classic                             | SS Viikingit                  |
| 2006 | Esport Oilers                          | SS Viikingit                           | Esport Oilers                 |
| 2005 | SS Viikingit                           | Happee Jyväskylä                       | SS Viikingit                  |
| 2004 | SS Viikingit                           | Josba                                  | Esport Oilers                 |
| 2003 | Esport Oilers                          | Josba                                  | Josba                         |
| 2002 | Esport Oilers                          | Josba                                  | Esport Oilers                 |
| 2001 | SS Viikingit                           | Esport Oilers                          | SS Viikingit                  |
| 2000 | Helsingfors IFK                        | Esport Oilers                          | Esport Oilers                 |
| 1999 | Esport Oilers                          | Vantaa Floorball Team                  | Vuosaaren Viikingit           |
| 1998 | Vuosaaren Viikingit                    | Esport Oilers                          | Vuosaaren Viikingit           |
| 1997 | Vantaa Floorball Team                  | Vuosaaren Viikingit                    | Tampereen Gunners             |
| 1996 | SS Viikingit                           | Vantaa Floorball Team                  | SS Viikingit                  |
| 1995 | SS Viikingit                           | Tampereen Gunners                      | Tampereen Gunners             |
| 1994 | Josba                                  | SS Viikingit                           | SS Viikingit                  |
| 1993 | SS Viikingit                           | Vuosaaren Viikingit                    | Synkkä Uhma                   |
| 1992 | Josba                                  | SS Viikingit                           | Josba                         |
| 1991 | S.C. Dalmac                            | Blue Eyes Team                         | S.C. Dalmac                   |
| 1990 | S.C. Dalmac                            | Viking Åland Sport Club                | S.C. Dalmac                   |
| 1989 | Blue Eyes Team                         | Synkkä Uhma                            | Blue Eyes Team                |
| 1988 | Manse United                           | RuRu                                   | Manse United                  |
| 1987 | Manse United                           | S.C. Dalmac                            | Manse United                  |

Anzahl Titelgewinne
| Rang | Verein                | Meistertitel | Zuletzt |
| ---- | --------------------- | ------------ | ------- |
| 1.   | SS Viikingit          | 11           | 2011    |
| 2.   | SC Classic            | 6            | 2022    |
| 3.   | Esport Oilers         | 5            | 2024    |
| 4.   | Seinäjoen PV          | 3            | 2015    |
| 5.   | SC Dalmac             | 2            | 1991    |
| 5.   | Josba                 | 2            | 1994    |
| 5.   | Manse United          | 2            | 1988    |
| 8.   | Blue Eyes Team        | 1            | 1989    |
| 8.   | Vantaa Floorball Team | 1            | 1997    |
| 8.   | Vuosaaren Viikingit   | 1            | 1998    |
| 8.   | Helsingfors IFK       | 1            | 2000    |
| 8.   | Happee Jyväskylä      | 1            | 2014    |
| 8.   | Turku PS              | 1            | 2023    |

Stand: 21. November 2024